# Janssens de Bisthoven
Janssens de Bisthoven is een Belgische notabele familie uit Sint-Niklaas die in de 19e eeuw in de adelstand werd opgenomen.

## Geschiedenis
De familie Janssens behoorde in de 17e eeuw tot de notabelen van Sint-Niklaas. In 1688 verkreeg Alexandre Janssens de Biesthoven, heer van Westwalle, krijgsman bij de artillerie in de Spaanse Nederlanden, adelsverheffing. In 1724 verkreeg zijn broer, Jean-Charles de Bisthoven, woonachtig in Antwerpen, adelsverheffing in de Oostenrijkse Nederlanden. Ze namen als wapenschild Van goud, met drie uitgerukte bomen van sinopel.
In 1871 verkreeg Ferdinand-Alphonse Janssens opname in de erfelijke adel. In 1885 werd hem vergunning verleend om de familienaam uit te breiden met de toevoeging 'de Bisthoven', naar de naam van hun voorouder Elisabeth de Bisthoven die in de 16e eeuw getrouwd was met Cornelius Janssens.
Aan zijn zoon, Léon Janssens de Bisthoven, gouverneur van West-Vlaanderen, werd in 1922 de titel van baron toegekend, overdraagbaar bij eerstgeboorte.
De uitgebreide familie bewaart de contacten via de familievereniging Janssens de Bisthoven vzw.

## Bekende telgen
- Gilles Janssens (1737-1804) x Maria Lyssens (1743-1809)
  - Alexandre Janssens (1766-1845) x Catherine van Heck (1770-1846)
    - Edouard Janssens (1799-1855) x Isabelle D'Hanens (1799-1875)
      - Ferdinand-Alphonse Janssens (1827-1885), trouwde in 1855 met Léonie Hendrickx (1836-1908). Hij behaalde in 1854 zijn graad van doctor in de rechten voor de middenjury. In 1858 werd hij rechter bij de rechtbank van eerste aanleg in Dendermonde, in 1867 bij de rechtbank van eerste aanleg in Gent (ondervoorzitter in 1875) en van 1877 tot aan zijn overlijden raadsheer in het hof van beroep in Gent. Ze kregen een zoon en twee dochters.
        - Baron Léon Janssens de Bisthoven (1859-1938), procureur des Konings in Kortrijk en Brugge en gouverneur van West-Vlaanderen, trouwde in 1886 in Sint-Kruis met Louise de Bie de Westvoorde (1857-1939), dochter van Jules de Bie de Westvoorde, burgemeester van Sint-Kruis. Ze kregen drie zoons en een dochter.
          - Baron Ferdinand Janssens de Bisthoven (1887-1961), advocaat aan de balie van Brugge (1913-1929), bankier, afgevaardigde bestuurder van de Algemene Bank van West-Vlaanderen en bestuurder van de Generale Bank, trouwde in 1913 in Brugge met Denise de Peellaert (1893-1989), dochter van René de Peellaert, voorzitter van voetbalvereniging Cercle Brugge. Ze kregen vijf zoons en drie dochters.
            - Baron Baudouin Janssens de Bisthoven (1914-2005), priester, historicus en archivaris.
            - Aquilin Janssens de Bisthoven (1915-1999), kunsthistoricus en museumconservator, trouwde in 1939 in Sint-Lambrechts-Woluwe met Edouardine Guyot de Mishaegen (1918-2015). Ze kregen twee zoons en zes dochters, met afstammelingen tot heden.
              - Baron Guido Janssens de Bisthoven (1946-2006)
                - Baron Gauthier Janssens de Bisthoven (1978)

            - Elisabeth Janssens de Bisthoven (1917-2006), trouwde in 1937 in Oostkamp met ridder Jacques van Outryve d'Ydewalle (1909-2002), zoon van ridder Stanislas Emmanuel van Outryve d'Ydewalle, historicus en burgemeester van Sint-Andries. Ze kregen drie zoons en vier dochters, met afstammelingen tot heden, waaronder Stanislas Louis van Outryve d'Ydewalle.
            - Jacqueline Janssens de Bisthoven (1919-2014), zuster van het Heilig Hart van Jezus.
            - Ides Janssens de Bisthoven (1921-2015), burgemeester van Waardamme, schepen van Oostkamp, provincieraadslid van West-Vlaanderen en voorzitter van de Eigenaars- en Landbouwersbond, trouwde in 1944 in Loppem met Savina van Caloen (1923-2015), dochter van baron Karl van Caloen, advocaat en burgemeester van Loppem. Ze kregen drie zoons en een dochter, met afstammelingen tot heden.
            - René Janssens de Bisthoven (1925-1987), advocaat.
            - Madeleine Janssens de Bisthoven (1927-1999), trouwde met jhr. Georges Goethals (1922-1995). Ze kregen drie zoons en vijf dochters, met afstammelingen tot heden.
            - Jean-Marie Janssens de Bisthoven (1928-2015), trouwde in 1956 in Brugge met Marie-Louise Nemery de Bellevaux (1934). Ze kregen een zoon en een dochter, met afstammelingen tot heden.

          - Baron Roger Janssens de Bisthoven (1890-1972), eerste advocaat-generaal bij het Hof van Cassatie, trouwde in 1914 in Sint-Kruis met Marie-Henriette Iweins d'Eeckhoutte (1894-1967), dochter van Henri Iweins d'Eeckhoutte, provincieraadslid van West-Vlaanderen, gemeenteraadslid van Ieper, volksvertegenwoordiger en senator. Ze kregen vijf kinderen.
            - Baron François Janssens de Bisthoven (1920-1999), trouwde in 1943 in Elsene met Nicole Gaillard (1917-1972) en vervolgens met Nadine Guyot de Mishaegen. Hij kreeg drie zoons uit zijn eerste huwelijk, met afstammelingen tot heden.
            - Bernard Janssens de Bisthoven (1926), advocaat-generaal bij het Hof van Cassatie en hoofd van het parket bij het Benelux-Gerechtshof, trouwde in 1951 met Myriam Jooris (1928-2020). Ze kregen twee zoons en twee dochters, met afstammelingen tot heden.

          - Georges Janssens de Bisthoven (1893-1971), kolonel en verzetsstrijders, trouwde in 1920 in Brugge met Thérèse Ryelandt (1895-1998), dochter van Louis Ryelandt, schepen van Brugge en voorzitter van de Commissie voor Openbare Onderstand en kleindochter van Joseph Ryelandt. Ze kregen zes zoons en zeven dochters.
            - Marie-Louise Janssens de Bisthoven (1921-2008), trouwde met baron François Joly (1922-2012). Ze kregen vier dochters, met afstammelingen tot heden.
            - Isabelle Janssens de Bisthoven (1922-2018), trouwde met jhr. Antoine Goethals (1921-2005). Ze kregen drie zoons en vier dochters, met afstammelingen tot heden.
            - Walburge Janssens de Bisthoven (1924), trouwde met Michel Cogels (1922-2001), industrieel ingenieur, kleinzoon van Frédégand Cogels. Ze kregen twee zoons en twee dochters, met afstammelingen tot heden.
            - Colette Janssens de Bisthoven 1925), trouwde met baron Maurice de Bonhome (1923-1958), agronoom. Het echtpaar bleef kinderloos.
            - Anne-Marie Janssens de Bisthoven (1926-1944)
            - Baron Benoît Janssens de Bisthoven (1927-2015), kolonel, trouwde in 1951 in Cointe met Nicole Nève de Mévergnies (1928-2015), dochter van Paul Nève de Mévergnies, gewoon hoogleraar aan de faculteit Wijsbegeerte en Letteren van de Université de Liège. Ze kregen vijf zoons en drie dochters, met afstammelingen tot heden.
            - Bernadette Janssens de Bisthoven (1929), kanunnikes van Sint-Augustinus.
            - Rolende Janssens de Bisthoven (1930), trouwde met Paul Mansion (1921-2002), burgerlijk ingenieur. Ze kregen vier zoons en twee dochters, met afstammelingen tot heden.
            - Michel Janssens de Bisthoven (1932), trouwde met Marie-Claire George en vervolgens met Murielle Denay. Hij kreeg een dochter uit zijn eerste huwelijk.
            - Léon-Vincent Janssens de Bisthoven (1933-1999), kapitein-commandant, trouwde in 1962 in Varsenare met Jacqueline de Failly (1930-2019). Ze kregen twee zoons en twee dochters, met afstammelingen tot heden.
              - Jean-Cédric Janssens de Bisthoven (1962), diplomaat.

            - Georges Janssens de Bisthoven (1935-1978), missionaris.
            - Albert Janssens de Bisthoven, doctor in de rechten, trouwde met Marie-Hélène van Outryve d'Ydewalle, dochter van Hubert van Outryve d'Ydewalle, burgemeester van Beernem, en vervolgens met Cathérine Lhonneux. Hij kreeg twee zoons en twee dochters uit zijn eerste huwelijk, met afstammelingen tot heden.
            - Léopold Janssens de Bisthoven, trouwde in 1967 in Nijvel met Agnès Verhaegen, achterkleindochter van Arthur Verhaegen. Ze kregen twee zoons en twee dochters met afstammelingen tot heden.

          - Ghislaine Janssens de Bisthoven (1899-1971), trouwde in 1920 in Brugge met baron Hervé de Viron (1896-1962), zoon van baron Robert de Viron, advocaat bij het hof van beroep in Brussel en burgemeester van Dilbeek. Ze kregen acht zoons en twee dochters, met afstammelingen tot heden.
            - Francine de Viron, trouwde met Baudouin Amory

        - Marie Janssens de Bisthoven (1861-1940), trouwde in 1880 in Landegem met Raymond Kervyn de Meerendré (1856-1927). Ze kregen vijf zoons en drie dochters, met afstammelingen tot heden.
        - Jeanne Janssens de Bisthoven (1870-1931), trouwde in 1893 in Landegem met baron Maurice de Maere d'Aertrycke (1864-1941), schepen van Aartrijke en volksvertegenwoordiger, neef van August de Maere. Ze kregen vier zoons en twee dochters, met afstammelingen tot heden.